# Бакуринський Олексій Олександрович
Олексій Олександрович Бакуринський (9 грудня 1869 — 1919) — український громадський та суспільний діяч Чернігівщини часів Російської імперії.

## Життєпис
Народився в 1869 р. у старовинній дворянській родині Бакуринських. Батько - Олександр Петрович Бакуринський (1828-?) - Городницький повітовий маршалок  (1861-1866). Мати - Бакуринська (в дівоцтві Комарівська) Олена  Миколаївна (1843 - 1899).
Навчався у Петровській сільськогосподарській академії під Москвою, після закінчення якої у 1894 р. повернувся на Чернігівщину, напевно, займатися сільським господарством у своєму маєтку.

### Громадський діяч
Він був активним громадським діячем. Так, він був:
- почесним мировим суддею по Городнянському повіту;
- гласним Городнянського повітового земського зібрання;
- губернським гласним.

Активна й результативна діяльність у губернському земському зібранні, високі моральні якості зумовили обрання О. О. Бакуринського 4 грудня 1901 р. членом Чернігівської губернської земської управи та заступником її голови. 22 травня 1905 р. надзвичайним Чернігівським губернським земським зібранням він був повторно обраний членом губернської земської управи та заступником голови управи на наступні три роки. Але 21 січня 1906 р. О. О. Бакуринський відмовився від посади заступника голови Чернігівської губернської земської управи.
Працюючи членом губернської земської управи, він завідував економічним столом і опікувався лісопосадками, осушенням боліт тощо, маєтками губернського земства у селах Слобідка і Довжик, добровільним страхуванням, а також завідував оціночно-статистичним бюро.
Під час революційних подій 1905—1907 рр. селянські погроми не обійшли стороною економію О. О. Бакуринського. Підтримав «Виборзьку відозву», що призвело до конфлікту між О. О. Бакуринським та адміністрацією губернії.
О. О. Бакуринський обирався до складу різних комісій, що створювалися на час роботи губернського земського зібрання, виконував обов'язки секретаря. Можна з упевненістю сказати, що за тривалий термін перебування на посаді губернського гласного він працював у складі майже всіх комісій, а деякі з них ще й очолював. Зокрема, у Чернігівському губернському земському зібранні чергової 46-й сесії 1910 р. він був головою ревізійної комісії, членом проектної, оціночно-емеритально-страхової, шляхів, з народної освіти, комісії з улаштування Музею українських старожитностей ім. В. В. Тарновського. На цьому ж зібранні його було обрано ще на три роки на посаду члена губернського у земських і міських справах присутствія, до складу губернської училищної ради та губернської оціночної комісії.
У 1913 р. у країні тривала підготовка до відзначення 50-річчя земських установ. До цієї події готувалося й Чернігівське земство. 15 грудня 1913 р. на засіданні губернського земського зібрання було ухвалено рішення щодо відзначення ювілею, а також була обрана депутація «для представления Государю Императору и поднесения хлеба-соли по поводу 50-летнего юбилея земских учреждений». Закритим балотуванням до складу депутації Чернігівського земства було обрано й О. О. Бакуринського, за якого проголосувало 44 з 52 губернських гласних.
8 січня 1914 р. у складі цієї делегації він був на прийомі у імператора Миколи ІІ.
У 1914 р. О. О. Бакуринський разом із дружиною були затверджені попечителем Київського навчального округу членами попечительської ради Чернігівської жіночої гімназії на три роки.
1 березня 1914 р. О. О. Бакуринський був обраний головою Чернігівської губернської земської управи і 1 квітня приступив до виконання обов'язків.
Після перемоги Лютневої революції та створення Тимчасового уряду розпочалася зміна керівництва губерній і повітів. На посади губернаторів зазвичай призначалися голови губернських земських управ. За розпорядженням голови Ради Міністрів князя Г. Є. Львова, барон Є. П. — М. О. Гревениць і Д. М. Матвєєв були зміщені з посад чернігівського губернатора і віце-губернатора.
6 березня 1917 р. до виконання обов'язків Чернігівського губернського комісара Тимчасового уряду приступив голова губернської земської управи О. О. Бакуринський. Саме на його долю випало створювати за розпорядженням Тимчасового уряду з представників повітів Чернігівський губернський виконавчий комітет — вищий виконавчий колегіальний орган губернії (50 осіб).
Особливе губернське виборче зібрання (155 представників) О. О. Бакуринський скликав у Чернігові 21 — 24 березня 1917 р. Втім, наростання анархії і хаосу в країні та губернії, напевно, зумовило те, що вже 23 березня чернігівський губернський комісар О. О. Бакуринський, відкривши зібрання представників повітових виконавчих комітетів, оголосив, що у зв'язку зі складанням своїх повноважень, зібранню належить обрати губернського комісара і членів губернського виконавчого комітету. Наступного дня закритим балотуванням був обраний губернський виконавчий комітет та губернський комісар — колишній депутат 3-ї Державної Думи Російської імперії М. А. Іскрицький.
25 березня відбулися вибори голови комітету, двох його заступників та двох секретарів. Головою губернського виконавчого комітету було обрано І. Л. Шрага. Деякий час О. О. Бакуринський залишався головою губернської земської управи.
12 травня 1917 р. на засіданні чергового Чернігівського губернського земського зібрання він повідомив від імені управи, що у зв'язку зі змінами складу гласних губернського земського зібрання і виходячи з
того, що виконавчий орган може успішно працювати лише в тому випадку, коли його обрали цим складом зібрання, О. О. Бакуринський заявив, що «считает своим долгом заявить собранию, что слагает свои полномочия и настоятельно просит собрание произвести выборы управы в настоящую сессию, так как с окончанием собрания, управа будет считать себя свободной от возложенных на нее обязанностей». Новим головою управи було обрано відомого земського діяча, відставного полковника О. О. Свєчина.
Проте О. О. Бакуринський продовжував залишатися повітовим і губернським гласним, працював у міській думі й брав активну участь у громадському житті. 25 серпня 1917 р. на засіданні Чернігівської міської думи він був обраний представником думи на нараду з обрання голови Чернігівської окружної комісії по виборах до Всеросійських установчих зборів, а в жовтні-листопаді 1917 р. виконував обов'язки її секретаря.
12 жовтня 1917 р. О. О. Бакуринський подав заяву, а 17 жовтня був зареєстрований кандидатом у депутати за списком № 15 «Группы внепартийных общественных деятелей» під № 434. Він також брав участь у виборах до Українських установчих зборів за списком Українського союзу захисту державності й господарства (Партія Народної Свободи і позапартійних хліборобів і громадських діячів).

### Трагічний фінал
19 січня 1918 р. червоногвардійський загін, що складався з робітників Замоскворіччя, під командуванням М. Порадіна (Порядіна) без бою захопив Чернігів. Більшовики наклали контрибуцію в розмірі 675 тис. крб. на організації, установи та приватних осі, вилучили велику кількість товарів у місцевих магазинах, провели численні обшуки у громадян, які супроводжувалися крадіжками матеріальних цінностей. Незважаючи на заборону вживання алкогольних напоїв, червоногвардійці провели реквізицію у місцевому винному складі й постійно були напідпитку. Від їх рук загинули декілька місцевих мешканців.
У ніч на 23 січня після обшуків з невідомих причин вони заарештували на квартирах членів губернської земської управи В. Ф. Адаменка, В. І. Курочкіна та М. П. Віннікова, але їх було звільнено. 12 березня 1918 р. загін
М. Порадіна залишив місто, до якого увійшли частини армії Української Народної Республіки.
У Чернігівському губернському земському зібранні 53-ї чергової сесії, яке тривало з 3/16 по 17/30 квітня 1918 р., О. О. Бакуринський брав участь як губернський гласний і був обраний до складу комісій з народної освіти, страхової, юридичної, оціночно-статистичної, кошторисної. Водночас він очолив кошторисну та оціночно-статистичну комісії, був заступником голови страхової комісії. 29 квітня 1918 р. О. О. Бакуринський разом зі О. О. Свєчиним були обрані земським зібранням представниками губернського земства до Союзу земств України, установчі збори якого мали відбутися незабаром.
Функції губернського гласного він виконував до ліквідації земського самоврядування декретом Тимчасового робітничо-селянського уряду України від 15 січня 1919 р.
29 квітня 1918 р. Центральна Рада була усунута від влади, і на чолі держави постав гетьман П. Скоропадський. Чернігівським губернським старостою був призначений колишній керівник губернського земства М. П. Савицький, який 18 травня приступив до виконання своїх обов'язків. Знаючи ділові та моральні якості О. О. Бакуринського, староста запросив його на посаду свого помічника. Незабаром сам М. П. Савицький був призначений заступником міністра
внутрішніх справ Української Держави, і обов'язки старости тимчасово виконував О. О. Бакуринський. Він разом з новопризначеним губернським старостою М. В. Висоцьким намагалися залагодити конфлікт між місцевими більшовиками і німецьким військовим командуванням. Зокрема, вони попередили батька одного з керівників чернігівських більшовиків С. І. Соколовської: «якщо вона не зникне, то можуть бути тяжкі наслідки». Завдяки їхнім клопотанням вирок німецького суду був не дуже суворим — звинувачених передали на поруки губернського старости.
Перебуваючи на державній службі, О. О. Бакуринський не залишався осторонь громадських справ. Зокрема, 27 жовтня 1918 р. на загальних зборах членів товариства Чернігівського народного університету, що мав розпочати свою діяльність 1 грудня того ж таки року, його було обрано до складу фінансової комісії цього навчального закладу.
Після падіння уряду гетьмана П. Скоропадського 12 січня 1919 р. Богунський полк 1-ї Української радянської дивізії під командуванням М. О. Щорса захопив Чернігів. Того ж таки дня у місті було сформовано Тимчасовий військово-революційний комітет (ВРК), який незабаром наклав контрибуцію на місцевих заможних мешканців і вимагав її негайної сплати до 18 лютого, погрожуючи арештами та відправленням на примусові роботи.
До того ж більшовики розгорнули політику «червоного терору» проти всіх опонентів радянської влади, явних і уявних. Вже з 22 січня 1919 р. у Чернігові почала діяти Надзвичайна комісія, очолювана Левіним.
За умов успішного наступу білогвардійських військ, зростання опору широких верств населення, наприкінці липня 1919 р. каральні органи радянської влади посилили репресії. Чернігівська губЧК і революційний трибунал регулярно сповіщали через пресу про винесення смертних вироків «контрреволюціонерам». До того ж з числа заможних мешканців міста — «контрреволюційної буржуазії» — були взяті заручники, які утримувалися під вартою. Серед них опинився
і О. О. Бакуринський.
При наближені білогвардійців у кінці серпня 1919 всі заручники було розстріляні. Розстріл заручників сколихнув Чернігів. Напевно скарги до центральних органів влади на незаконну страту батька і сина Бакуринських, трьох братів Зороховичів та інших заручників були численними, адже у Чернігів прибула спеціальна комісія з Києва. Однак з'ясувати справу вона не спромоглася, оскільки документи надзвичайної комісії і ревтрибуналу були вивезені перед захопленням Чернігова денікінцями й, здається, втрачені.

## Нагороди
- орден св. князя Володимира 4-го ступеня (8.1.1914)

## Родинні зв'язки
- Батько — Олександр Петрович (1828 — до 1899) після закінчення Санкт-Петербурзького університету протягом 1850—1855 рр. служив у канцелярії столичного генерал-губернатора, а потім повернувся господарювати на Чернігівщину, де володів чималим родовим маєтком у с. Церковище Городнянського повіту (нині село Ріпкінського району) у 2500 десятин землі. Йому належали 563 кріпаки чоловічої статі. Він входив до складу Чернігівського губернського комітету з покращення побуту поміщицьких селян (12 липня 1858 р. — 22 лютого 1859 р.), з травня 1859 р. обіймав посаду голови Городнянської повітової межової комісії, а з 15 квітня 1861 р. до 1866 р. був Городнянським повітовим предводителем дворянства. Влітку 1864 р. саме О. П. Бакуринському довелося створювати й очолювати Тимчасову повітову комісію по запровадженню в життя Земського положення 1864 р. Незабаром він був обраний гласним Чернігівського губернського земського зібрання першого скликання. Дослужився до чину дійсного статського радника, був нагороджений орденом св. Станіслава 2-го ступеня з імператорською короною та медалями.
- Сестра — Анна (1865 р. — ?), одружена з Дмитром Романовичем Тризною, головою Чернігівської повітової земської управи.
- Сестра — Ольга (1867 р. — ?).
- Дружина — дочка статського радника Ольга Романівна Тризна (2 листопада 1866 — ?).
- Син — Олександр (1894—1919).